# Sebastián Cordero
Sebastián Cordero (ur. 23 maja 1972 w Quito) – ekwadorski reżyser, scenarzysta i producent filmowy, specjalizujący się w thrillerach. Wprowadził współczesne kino ekwadorskie do międzynarodowego obiegu festiwalowego.

## Życiorys
Zainteresował się kinem w wieku dziewięciu lat po obejrzeniu Poszukiwaczy zaginionej Arki (1981) Stevena Spielberga. W wieku 18 lat rozpoczął studia filmowe na Uniwersytecie Południowej Kalifornii w Los Angeles. Po ukończeniu studiów postanowił powrócić do swojej ojczyzny, w której praktycznie nie istniał przemysł filmowy.
Debiut fabularny Cordero, Myszy, szczury i złodzieje (1999), był opowieścią mocno osadzoną w realiach przestępczego półświatka Quito. Głównymi bohaterami byli złodziejaszek Salvador oraz jego zwolniony z więzienia kuzyn Ángel. Film miał swoją premierę w sekcji "Cinema del Presente" na 56. MFF w Wenecji, następnie prezentowany był m.in. na MFF w Toronto, San Sebastián i Buenos Aires. Odniósł duży sukces, zdobył nagrody na MFF w Bogocie, Huelvie i Hawanie oraz wprowadził Ekwador na mapę światowego kina.
Drugi film reżysera, Kroniki (2004) z Johnem Leguizamo w roli głównej, prezentowany był w ramach sekcji "Un Certain Regard" na 57. MFF w Cannes. Jego akcja osadzona była na ekwadorskiej prowincji, gdzie dochodzi do gwałtów i morderstw na okolicznych dzieciach, a śledztwo w tej sprawie prowadzi reporter telewizyjny. Obraz kandydował do Oscara dla najlepszego filmu nieanglojęzycznego jako oficjalny reprezentant Ekwadoru.
Cordero miał wyreżyserować film Manhunt, opowiadający o 48 godzinach, które nastąpiły po zamachu na amerykańskiego prezydenta Abrahama Lincolna. Projekt ten, w którym główną rolę miał zagrać Harrison Ford, został ostatecznie zawieszony.
Trzeci film reżysera, Wściekłość (2009), został nakręcony w Hiszpanii, a jego scenariusz powstał na podstawie powieści pod tym samym tytułem autorstwa argentyńskiego pisarza Sergio Bizzio. Kolejnym swoim obrazem pt. Rybak (2011) Cordero powrócił do ojczystego Ekwadoru. 
Anglojęzycznym debiutem reżysera był film science-fiction Raport z Europy (2013), nakręcony z udziałem międzynarodowej obsady. Kolejnym projektem był osadzony w realiach Guayaquil thriller Bez ofiar nie ma karnawału (2016), zgłoszony jako oficjalny kandydat Ekwadoru do Oscara dla najlepszego filmu nieanglojęzycznego. Później Cordero nakręcił dokument Po drugiej stronie mgły (2023), poświęcony Ivánowi Vallejo, pierwszemu Ekwadorczykowi-zdobywcy Mount Everestu.